# Ksar El Khorbat
Ksar El Khorbat (en arabe : قصرالخربات) est un village fortifié dans la province d'Errachidia, région Draa-Tafilalet au sud-est du Maroc.

## Tourisme
Le village obtient en 2022 le label Meilleurs villages touristiques de l'Organisation mondiale du tourisme.